# Никад робом
Никад робом  је назив за стрип-ревију у којој су објављивани претежно партизански стрипови о младим куририма Мирку и Славку од 1970. године, а до тада су били заступљени и други. Ревија је излазила у издању Дечјих новина из Горњег Милановца од 1963. године до броја 595 издатог 1977. године. Тада прераста у Едицију Курир и тако излази до јесени 1979. године. Издање је штампано на 32 странице, формата 145x205 мм, од којих је 16 страница било у боји. Уз јунаке Мирка и Славка, највише се истичу следећи кратки серијали: Акант, Тајанствени витез, Блажо и Јелица, Дабиша и Хајдук Вељко.

## Историјат дизајнерског приступа
Насловне стране су се мењале временом:
- Број 26, дизајн „средње фазе”
- Број 54, дизајн који се задржао доста дуго
- Насловна страна броја 22 од 15. новембра 1974. године, дизајн обновљене едиције